# کاشین (شهر)
شهر کاشین (به روسی: Кашин) در کشور روسیه و در اوبلاست تور واقع شده‌است.